# Young Artist Award alla miglior performance in una serie televisiva - Giovane attore guest star di anni 17-21
Il Young Artist Award alla miglior performance in una serie televisiva - Giovane attore guest star di anni 17-21 (Young Artist Award for Best Performance in a TV Series - Guest Starring Young Actor 17-21) è un premio assegnato al miglior giovane attore di età compresa tra i 17 e i 21 anni che abbia recitato come guest star in una serie televisiva.
Creato per la 35ª edizione, il premio è stato assegnato unicamente in quell'occasione e poi sostituito da altri premi.

## Vincitori e candidati
I vincitori sono indicati in grassetto. Per ogni film viene inoltre indicato tra parentesi il titolo originale.
- 2014
  - Dominik Michon-Dagenais - 30 Vies
  - Evan Crooks - Grey's Anatomy
  - Austin Fryberger - Sam & Cat
  - Tajh Bellow - The First Family